# Merostomata
Merostomata är en klass i understammen palpkäkar. Den består av den utdöda ordningen havsskorpioner (Eurypterida) och ordningen Xiphosura som idag utgörs av en enda familj – dolksvansar (Limulidae).